# Rhinoclemmys diademata
La tartaruga di foresta di Maracaibo (Rhinoclemmys diademata (Mertens, 1954)) è una specie di tartaruga della famiglia dei Geoemididi.

## Descrizione
Può raggiungere una lunghezza massima di 280 mm, il suo carapace è ovale e con una colorazione nera o grigio scura. Il piastrone è nero o marrone-grigio con marginali e suture gialle. Sulla parte superiore del capo è presente una macchia a forma di V di colore chiaro. Sulle zampe sono presenti delle macchie gialle o color crema. È una specie onnivora che si nutre di piante acquatiche, insetti, lumache, vermi e altri invertebrati. Il corteggiamento e accoppiamento può avvenire sia a terra che in acqua. Vengono deposte, durettamente a terra o parzialmente interrate e coperte con materiale vegetale, 1-3 uova.

## Distribuzione e habitat
Questa specie è endemica del lago di Maracaibo (Venezuela e Colombia). In Colombia, vive nella regione del Catatumbo, nel dipartimento di Santander del nord, in Venezuela la si trova a Mérida, Táchira, Trujillo e Zulia. Vive vicino a piccoli ruscelli, stagni e pozze.

## Conservazione
R. diademata è spesso cacciata per la sua carne. Allo stesso modo, la perdita di habitat causata dallo sviluppo agricolo è un'altra minaccia per la specie. L'estrazione di petrolio ha senza dubbio un impatto negativo sulle popolazioni. Usata anche come animale da compagnia.